# Rosòpsides
Les rosòpsides (Rosopsida) fou un tàxon parafilètic de angiospermes amb el rang de classe. Aquest nom no s'ha usat en molts dels més importants sistemes de classificació, com ara el sistema Cronquist, sistema Thorne, sistema Takhtajan o el sistema APG II. Rep el suport del sistema Reveal, on el consideren un subconjunt de les dicotiledònies (dicots), un grup parafilètic reconegut en diversos rangs d'altres sistemes. Inclou set subclasses:
- Caryophyllidae
- Hamamelididae
- Dilleniidae
- Rosidae
- Cornidae
- Lamiidae
- Asteridae

La circumscripció de Reveal del grup correspon principalment a la classe Cronquist, Magnoliopsida (però menys la subclasse Magnoliidae) i a les eudicotiledònies (eudicots) del sistema APG II menys les ranunculals i alguns altres grups afins.